# Ідліс Григорій Мойсейович
Григорій Мойсейович Ідліс (22 листопада 1928) — радянський астроном.
Родився в Пензі. У 1951 році закінчив Казахський університет в Алма-Аті, в 1954 — аспірантуру під керівництвом В. Г. Фесенкова в астрофізичному інституті АН Казахської РСР. У 1954—1972 роках працював у цьому інституті (з 1961 року завідував створеним ним відділом зоряної динаміки, з 1964-го — директор інституту). Викладав також у Казахському університеті, доктор фізико-математичних наук (1964), професор (1969). З 1972 року працював в Інституті історії природознавства і техніки АН СРСР. Завідувач відділу історії фізико-математичних наук Інституту історії природознавства і техніки ім. С. І. Вавілова РАН. З 1996 року в Російському державному гуманітарному університеті читав курс лекцій «Концепції сучасного природознавства» на кафедрі історії науки.
Наукові роботи відносяться до космогонії, динаміки зоряних систем, космології. Показав неспроможність закону планетних відстаней Шмідта і розповсюдив закон планетних відстаней Фесенкова на випадок регулярних супутників планет (1952). Вивів імовірнісні закони розподілу за розмірами і мас для осколків, що утворюються при випадковому дробленні твердих тіл, і вказав, що саме цим теоретичним законам відповідають наглядові дані для астероїдів, метеоритів і метеорних часток (1953). Уточнив отриманий П. П. Паренаго гравітаційний потенціал Галактики і вперше побудував (1954) дві кінцеві аналітичні моделі Галактики — сферичну і плоску — з уточненими потенціалом («моделі Ідліса»). Узагальнив і проаналізував введений Г. Г. Кузміним у динаміку зоряних систем третій інтеграл руху. Довів (1956), що в структурно нескінченному Всесвіті з урахуванням релятивістських дефектів мас всіляких космічних систем гравітаційний космологічний парадокс Зелігера усувається без яких би то не було обмежень на їхні параметри. Вперше висунув і розглянув (1957, 1958) так званий антропоцентриський (антропогенний, або антропний) принцип, згідно з яким спостережуваний нами світ з усіма його основними характеристиками виділяється з безлічі різноманітних світів у структурно невичерпного Всесвіту передусім тим, що він задовольняє необхідним і достатнім умовам для природного виникнення в ньому життя і для його розвитку аж до вищих розумних форм. Розробив метод визначення мас далеких галактик за обумовленим ними ефекту гравітаційної лінзи і разом із Р. X. Гайнулліною та З. X. Курмакаєвим вперше виявив такий ефект гравітаційної лінзи для низки галактик (1962). Висунув і розвинув ідею, за якою квазізамкнені макросвіти типу Метагалактика ззовні еквівалентні елементарним частинкам (1965).
Автор монографій «Космічні силові поля і деякі питання структури і еволюції галактичної матерії» (1957), «Космічна матерія» (1957), «Структура та динаміка зоряних систем» (1961), «Математична теорія наукової організації праці та оптимальної структури науково-дослідних інститутів» (1970).
Заслужений діяч науки Казахської РСР.